# Tullia Maggiore
(Tito Livio, Ab Urbe condita libri, I, 46)
Tullia Maggiore (prima metà VI secolo a.C. – Roma, 539 a.C. circa) è stata figlia del re di Roma Servio Tullio e prima moglie del successore Tarquinio il Superbo.
Tarquinio il Superbo avrebbe poi sposato la sorella Tullia Minore, insieme alla quale avrebbe complottato l'uccisione del suocero Servio Tullio.

## Matrimonio
Tullia Maggiore andò in sposa a Lucio Tarquinio, figlio di Tarquinio Prisco (quinto re di Roma) per volere di suo padre Servio Tullio, come narrò lo storico Tito Livio:
(Tito Livio, Ab Urbe condita libri, I, 42)

## Carattere
Dall'indole di gran lunga diversa rispetto a quella della sorella (ipsae longe dispares moribus), incitava il marito Lucio Tarquinio ad accrescere la stima del senato nei suoi confronti (et domi uxore Tullia inquietum animum stimulante). Disprezzata dalla sorella, che la accusava di venire meno all'audacia propria delle donne (muliebri cessaret audacia) nei confronti del marito e la riteneva inferiore (impar), fu tradita dal marito, che si incontrava segretamente con la propria cognata Tullia Minore: quest'ultima, durante tali incontri segreti, insultava sia il marito, Arunte Tarquinio, sia la sorella, Tullia Maggiore.

## Morte
(Tito Livio, Ab Urbe condita libri, I, 46)
Quando Tullia Minore e Lucio Tarquinio capirono che per loro sarebbe stato meglio rimanere senza i rispettivi consorti (et se rectius viduam et illum caelibem futurum fuisse contendere) piuttosto che rinunciare ai propri progetti, la reggia di Roma fu teatro di un tragico fatto di sangue (sceleris tragici exemplum): la donna organizzò l'intrigo che, in poco tempo, causò la morte di Arrunte Tarquinio e Tullia Maggiore.
Non molto tempo dopo, in seguito al matrimonio tra Lucio Tarquinio e Tullia Minore, venne assassinato anche il re Servio Tullio (539 a.C.).